# آیوز
آیوز یک نام خانوادگی‌ست. افراد شاخص با این نام از این قراراند:
- برل آیوز
- چارلز آیوز
- هربرت ئی. آیوز